# Tralas luces
Tralas luces és un llargmetratge gallec produït el 2011 dirigit per Sandra Sánchez. És un documental i estrenat a Galícia el 30 de setembre el 2011.

## Sinopsi
Aquesta és la història d'un viatge. El viatge de Lourdes, una comerciant que viatja amb la seva caravana per les carreteres del nord d'Espanya amb la seva família i la seva pista de cotxes de xoc a l'esquena.
Fa anys, la pista era el seu gran somni. Va fundar una família i es va dedicar a les despeses, però els somnis tenen vida pròpia. Lourdes s'ofega amb les seves esperances i sembla que ningú se n'adoni.
A través de carreteres, ciutats i pobles, descobrirem un món en perill d'extinció, una vida itinerant i, sobretot, una gran història d’amor i pèrdua.

## La pel·lícula, en paraules de l'autora
La pel·lícula va néixer amb l'objectiu de fer un retrat col·lectiu d'una forma de vida nòmada, la dels comerciants ambulants. Tot i això, la idea inicial es va anar transformant, centrant el rodatge en la vida d’una família, especialment de la matriarca.
El rodatge va durar 9 mesos, en els quals es van aconseguir 200 hores de gravació.

## Premis
Als 10a edició dels Premis Mestre Mateo, la pel·lícula va guanyar els següents premis:
- Millor llargmetratge documental
- Millor direcció (Sandra Sánchez)
- Millor muntatge (Sandra Sánchez i Nahum C. Fiuza)